# Robbie Blake
Robert James Blake, né le 4 mars 1976 à Middlesbrough, est un footballeur anglais qui évolue au poste de milieu de terrain.

## Biographie
Le 27 juin 2012, il signe un contrat d'une saison en faveur des Doncaster Rovers, le transfert prenant effet le 1er juillet suivant. En commun accord avec le club, il résilie son contrat fin mars 2013.

## Carrière
- 1994-1997 :  Darlington Football Club
- 1995-1996 :  Waterford United (prêt)
- 1997-2002 :  Bradford City Association Football Club
- 2000 :  Nottingham Forest Football Club (prêt)
- 2002-2005 :  Burnley Football Club
- 2005 :  Birmingham City Football Club
- 2005-2007 :  Leeds United Football Club
- 2007-2010 :  Burnley Football Club
- 2010-2012 :  Bolton Wanderers
- 2012-mars 2013 :  Doncaster Rovers[2]